# Rhinocypha huai
Rhinocypha huai là loài chuồn chuồn trong họ Chlorocyphidae. Loài này được Zhou & Zhou mô tả khoa học đầu tiên năm 2006.